# Grajvoron
Grajvoron è una città della Russia europea sudoccidentale (oblast' di Belgorod); è il capoluogo amministrativo del distretto omonimo.

## Geografia
La cittadina è situata sul versante meridionale del Rialto centrale russo, sulle sponde del fiume Vorskla nei pressi della confluenza in esso del piccolo affluente Grajvoronka, 78 km a ovest di Belgorod e non lontano dal confine ucraino.

## Società

### Evoluzione demografica
Fonte: mojgorod.ru
- 1897: 7.700
- 1926: 8.900
- 1939: 4.600
- 1959: 5.100
- 1970: 5.900
- 1979: 5.900
- 1989: 6.000
- 2007: 6.100